# 金沙県
金沙県（きんさ-けん）は中華人民共和国貴州省畢節市に位置する県。

## 歴史
1941年に黔西県北西部及び大方県、遵義県の一部に金沙県が新設された。県名は圏内の地名である“金宝屯”、“沙渓壩”に由来する。

## 行政区画
下部に4街道、14鎮、1郷、6民族郷を管轄する。
- 街道
  - 鼓場街道、西洛街道、岩孔街道、五竜街道
- 鎮
  - 安底鎮、沙土鎮、禹謨鎮、嵐頭鎮、清池鎮、柳塘鎮、平壩鎮、源村鎮、高坪鎮、化覚鎮、茶園鎮、木孔鎮、長壩鎮、後山鎮
- 郷
  - 桂花郷
- 民族郷
  - 石場ミャオ族イ族郷、太平イ族ミャオ族郷、安洛ミャオ族イ族満族郷、新化ミャオ族イ族満族郷、大田イ族ミャオ族プイ族郷、馬路イ族ミャオ族郷

## 交通

### 道路
- 高速道路
  - 杭瑞高速道路
  - S55 遵望高速道路
- 国道
  - G326国道